# コンベアモデル 58-9
モデル 58-9
SSTプロジェクトのシルエット平面図
- 用途：超音速輸送機
- 設計者：コンベア アメリカ合衆国
- 製造者：
- 生産数：0
- 運用状況：設計のみ

コンベアモデル 58-9（英語: Convair Model 58-9）は、アメリカで計画された超音速輸送機である。
ジェネラル・ダイナミクスのコンベア部門が開発したB-58 ハスラー爆撃機から派生した機体で、マッハ2以上の飛行速度で52名の乗客を運ぶことを想定していた。
1961年に設計されたが、実機は製造されていない。

## 設計・開発

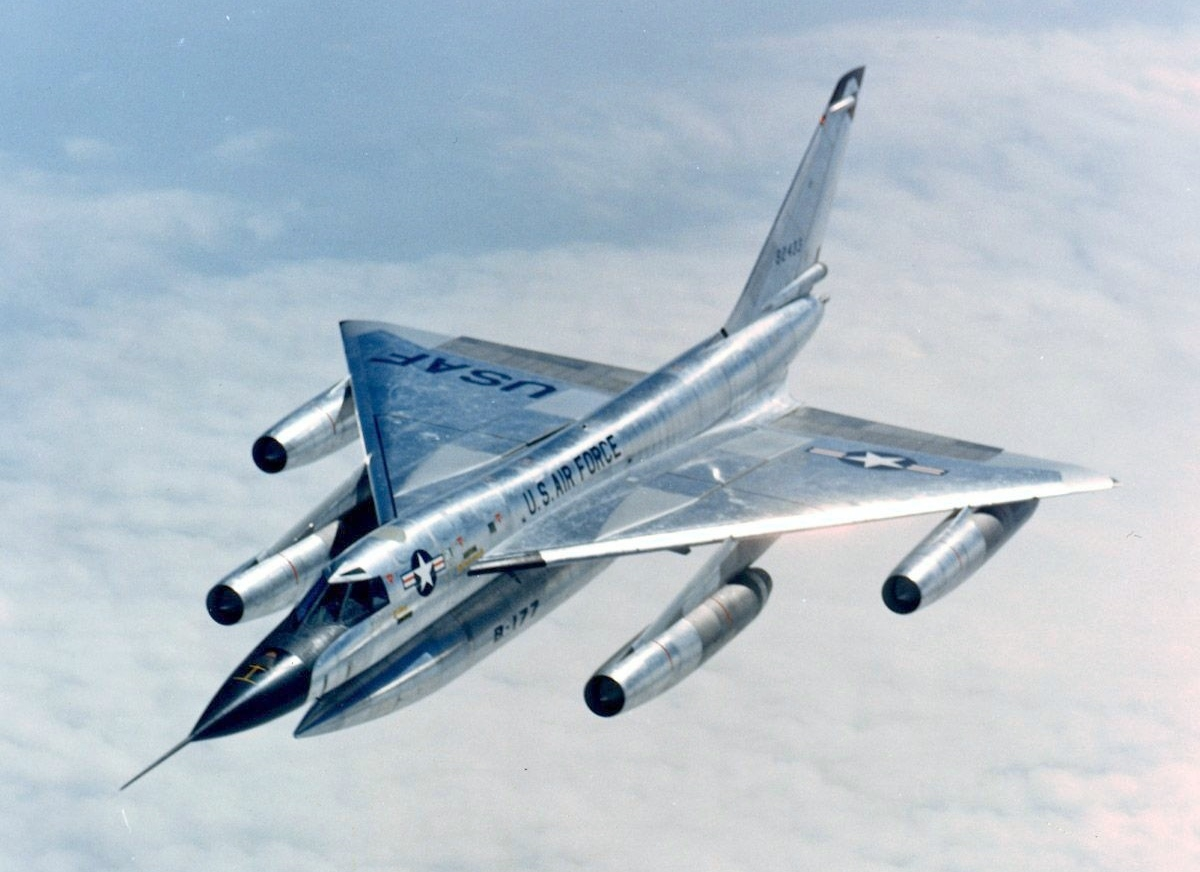
モデル58-9の基となったB-58 ハスラー爆撃機。

モデル58-9は、同社のB-58ハスラー超音速爆撃機に基づくSSTの開発のための3ステッププログラムの第3ステップに対してコンベアが提案したものである。ハスラーを大型化したB-58Cから派生したモデル58-9を開発するにあたり、B-58の無改造機による実証を経て、外部武器 / 燃料ポッド（B-58は搭載する兵装を機体内ではなく機体下面に装着する燃料タンク兼用のポッドに内蔵する方式だった）に代えて"people pod"と呼ばれる5人乗りの与圧キャビンを備えた旅客室を搭載したB-58が試作される予定で、これによって超音速飛行が乗客に悪影響を与えることなく運用できることを確認するものであった。これらは最終的にB-58の旅客機仕様に至る中間段階として期待されていた。
1961年初頭に提案されたモデル58-9は、B-58Cの主翼設計を流用して完全に新しい胴体と尾翼を組み合わせて超音速旅客機とするもので、1列あたり左右に1つずつの座席が縦列配置された細いキャビン内には最大52人の乗客を収容することができる。モデル58-9の最大離陸重量は 190,000ポンド (86,000 kg)で、マッハ 2.4の巡航速度で 2,500海里 (4,600 km; 2,900 mi)の航続距離が期待されていた。
モデル58-9は超音速旅客機としては必ずしも最適の設計とは見なされていなかったが、飛行可能な試作機の完成を達成できるものとしての実現可能性は高いと見なされており、このプロジェクトが承認されていた場合、コンベアーはプロジェクト承認後3年以内に最初の旅客機型の試作機が飛行し、その後18ヵ月間、4機の試作機を使って飛行試験が行われると予測していた。58-9の開発期間中は、軍用航空輸送局による模擬飛行が行われる予定であったが、実現しなかった。